# Atletica leggera ai Giochi della XX Olimpiade - Salto in alto maschile
Il salto in alto ha fatto parte del programma maschile di atletica leggera ai Giochi della XX Olimpiade. La competizione si è svolta nei giorni 9-10 settembre 1972 allo Stadio olimpico di Monaco.

## Presenze ed assenze dei campioni in carica
| Competizione      | Atleta           | Prestazione | Monaco 1972  |
| ----------------- | ---------------- | ----------- | ------------ |
| Olimpiadi 1968    | Dick Fosbury     | 2,24 m      | Ritir. 1969  |
| Commonwealth 1970 | Lawrie Peckham   | 2,14 m      | Presente     |
| Panamericani 1971 | Patrick Matzdorf | 2,10 m      | 5º ai Trials |
| Europei 1971      | Kęstutis Šapka   | 2,20 m      | Presente     |

1. ↑  L'americano è anche primatista mondiale dal 1971 con 2,29 m.

Il vincitore dei Trials USA è Dwight Stones con 2,21 m.

## Risultati

### Turno eliminatorio
Qualificazione2,15 m
Bel 19 atleti raggiungono la misura richiesta.
| Pos. | Gruppo | Atleta                 | Nazione          | Misura | 1,90 | 2,00 | 2,06 | 2,09 | 2,12 | 2,15 |
| ---- | ------ | ---------------------- | ---------------- | ------ | ---- | ---- | ---- | ---- | ---- | ---- |
| 1    | A      | Henry Elliott          | Francia          | 2,15   | -    | -    | O    | O    | O    | O    |
| 1    | A      | Dwight Stones          | Stati Uniti      | 2,15   | -    | -    | O    | O    | O    | O    |
| 3    | A      | Vasilios Papadimitriou | Grecia           | 2,15   | -    | O    | O    | O    | O    | O    |
| 3    | A      | István Major           | Ungheria         | 2,15   | -    | O    | O    | O    | O    | O    |
| 3    | A      | Ádám Szepesi           | Ungheria         | 2,15   | -    | O    | O    | O    | O    | O    |
| 3    | A      | Şerban Ioan            | Romania          | 2,15   | -    | O    | O    | O    | O    | O    |
| 3    | A      | Jan Dahlgren           | Svezia           | 2,15   | -    | O    | O    | O    | O    | O    |
| 3    | A      | Rustam Akhmetov        | Unione Sovietica | 2,15   | -    | O    | O    | O    | O    | O    |
| 3    | A      | Kęstutis Šapka         | Unione Sovietica | 2,15   | -    | O    | O    | O    | O    | O    |
| 3    | A      | Jüri Tarmak            | Unione Sovietica | 2,15   | -    | O    | O    | O    | O    | O    |
| 3    | B      | Enzo Del Forno         | Italia           | 2,15   | -    | O    | O    | O    | O    | O    |
| 12   | A      | Hermann Magerl         | Germania Ovest   | 2,15   | -    | -    | O    | -    | XO   | O    |
| 13   | B      | John Beers             | Canada           | 2,15   | -    | XO   | O    | O    | XO   | O    |
| 14   | A      | Bernard Gauthier       | Francia          | 2,15   | -    | O    | O    | O    | O    | XO   |
| 14   | B      | John Hawkins           | Canada           | 2,15   |      | O    | O    | O    | O    | XO   |
| 16   | A      | Lawrie Peckham         | Australia        | 2,15   | -    | O    | O    | XXO  | X    | XO   |
| 17   | A      | Stefan Junge           | Germania Est     | 2,15   | -    | O    | O    | -    | XXO  | XO   |
| 18   | A      | Hidehiko Tomizawa      | Giappone         | 2,15   | -    | XO   | O    | O    | XXO  | XXO  |
| 19   | A      | Gian Marco Schivo      | Italia           | 2,15   | O    | O    | XO   | O    | XXO  | XXO  |
| 20   | A      | Chris Dunn             | Stati Uniti      | 2,12   | -    | -    | O    | -    | O    | XXX  |
| 21   | A      | Roman Moravec          | Cecoslovacchia   | 2,12   | -    | O    | O    | O    | O    | XXX  |
| 22   | A      | Ron Jourdan            | Stati Uniti      | 2,12   | -    | O    | O    | O    | O    | XXX  |
| 23   | A      | Petar Bogdanov         | Bulgaria         | 2,12   | O    | O    | O    | O    | O    | XXX  |
| 24   | B      | Ingomar Sieghart       | Germania Ovest   | 2,12   | O    | O    | O    | XO   | XO   | XXX  |
| 25   | B      | Teymour Ghiassi        | Iran             | 2,12   | -    | O    | O    | O    | XXO  | XXX  |
| 26   | B      | Ioannis Kousoulas      | Grecia           | 2,12   | O    | O    | O    | XXO  | XXO  | XXX  |
| 27   | B      | Michel Patry           | Svizzera         | 2,09   | O    | XO   | O    | XO   | -    |      |
| 28   | A      | József Tihanyi         | Ungheria         | 2,09   | -    | O    | O    | O    | XXX  |      |
| 29   | B      | Rick Cuttell           | Canada           | 2,09   | -    | XO   | XO   | O    | XXX  |      |
| 30   | A      | Jaroslav Alexa         | Cecoslovacchia   | 2,09   | -    | O    | O    | XO   | XXX  |      |
| 31   | B      | Kuniyoshi Sugioka      | Giappone         | 2,06   | -    | O    | O    | XXX  |      |      |
| 32   | B      | Park Sang-Su           | Corea del Sud    | 2,00   | O    | O    | XXX  |      |      |      |
| 32   | B      | Nor Hamid              | Singapore        | 2,00   | O    | O    | XXX  |      |      |      |
| 32   | B      | Abdullah Noor Wasughe  | Somalia          | 2,00   | O    | O    | XXX  |      |      |      |
| 35   | B      | Ahmed Senoussi         | Ciad             | 2,00   | O    | XO   | XXX  |      |      |      |
| 36   | B      | Luis Barrionuevo       | Argentina        | 1,90   | O    | XXX  |      |      |      |      |
| 36   | B      | Sitha Sin              | Cambogia         | 1,90   | O    | XXX  |      |      |      |      |
| 36   | B      | Daniel Mkandawire      | Malawi           | 1,90   | O    | XXX  |      |      |      |      |
| 39   | B      | Hamadou Evelé          | Camerun          | 1,90   | XO   | XXX  |      |      |      |      |
| 40   | B      | Suresh Babu            | India            | 1,90   | XXO  | XXX  |      |      |      |      |

### Finale
A 2,18 sono ancora in gara cinque atleti, la maggior parte dei quali sono ventralisti. A 2,21 rimangono in tre a contendersi le medaglie: il sovietico Tarmak, l'americano Stones e il tedesco est Junge. Tarmak e Junge vanno su al secondo tentativo, Stones ce la fa solo al terzo. A 2,23 cadono Junge e Stones e per Tarmak è medaglia d'oro. Il campione europeo Kęstutis Šapka non va oltre 2,15 e si classifica dodicesimo.
| Pos.    | Atleta                 | Età | Nazione          | Misura | 1,90 | 2,00 | 2,05 | 2,10 | 2,15 | 2,18 | 2,21 | 2,23 | 2,26 |
| ------- | ---------------------- | --- | ---------------- | ------ | ---- | ---- | ---- | ---- | ---- | ---- | ---- | ---- | ---- |
| Oro     | Jüri Tarmak            | 26  | Unione Sovietica | 2,23   | -    | -    | -    | O    | O    | O    | XO   | XO   | XXX  |
| Argento | Stefan Junge           | 21  | Germania Est     | 2,21   | -    | -    | XO   | O    | O    | O    | XO   | XXX  |      |
| Bronzo  | Dwight Stones          | 18  | Stati Uniti      | 2,21   | -    | -    | -    | O    | O    | O    | XXO  | XXX  |      |
| 4       | Hermann Magerl         | 23  | Germania Ovest   | 2,18   | -    | -    | O    | O    | XO   | O    | XXX  |      |      |
| 5       | Ádám Szepesi           | 27  | Ungheria         | 2,18   | -    | O    | O    | O    | O    | XXO  | XXX  |      |      |
| 6       | John Beers             | 20  | Canada           | 2,15   | -    | -    | O    | O    | O    | XXX  |      |      |      |
| 6       | István Major           | 23  | Ungheria         | 2,15   | -    | -    | O    | O    | O    | XXX  |      |      |      |
| 8       | Rustam Akhmetov        | 22  | Unione Sovietica | 2,15   | -    | O    | O    | O    | O    | XXX  |      |      |      |
| 9       | John Hawkins           | 23  | Canada           | 2,15   | -    | -    | O    | XO   | XO   | XXX  |      |      |      |
| 10      | Enzo Del Forno         | 22  | Italia           | 2,15   | -    | O    | O    | O    | XO   | XXX  |      |      |      |
| 11      | Jan Dahlgren           | 25  | Svezia           | 2,15   | -    | -    | O    | XO   | XO   | XXX  |      |      |      |
| 12      | Vasilios Papadimitriou | 24  | Grecia           | 2,15   | -    | -    | O    | XO   | XXO  | XXX  |      |      |      |
| 12      | Kęstutis Šapka         | 22  | Unione Sovietica | 2,15   | -    | -    | O    | O    | XXO  | XXX  |      |      |      |
| 14      | Bernard Gauthier       | 23  | Francia          | 2,15   | -    | O    | O    | XO   | XXO  | XXX  |      |      |      |
| 15      | Henry Elliott          | 26  | Francia          | 2,10   | -    | -    | -    | O    | -    | XXX  |      |      |      |
| 16      | Şerban Ioan            | 24  | Romania          | 2,10   | -    | O    | -    | O    | XXX  |      |      |      |      |
| 17      | Gian Marco Schivo      | 23  | Italia           | 2,10   | -    | -    | O    | XO   | XXX  |      |      |      |      |
| 18      | Lawrie Peckham         | 27  | Australia        | 2,10   | -    | O    | O    | XO   | XXX  |      |      |      |      |
| 19      | Hidehiko Tomizawa      | 26  | Giappone         | 2,05   | -    | XO   | O    | XXX  |      |      |      |      |      |

Il nuovo stile introdotto nel 1967 da Dick Fosbury (dopo alcuni pionieristici tentativi a livello amatoriale da parte di altri atleti a metà anni 1960) è ancora in minoranza: viene adottato da non più di 6 dei 19 finalisti. Tutti gli atleti dell'Est europeo, tra cui il neo olimpionico Tarmak, praticano ancora il ventrale.

## Fonte
Elio Trifari (a cura di): Olimpiadi. La storia dello sport da Atene a Los Angeles. Rizzoli, Milano, 1984. Vol. II.